# Aciculomarphysa
Aciculomarphysa is een geslacht van borstelwormen uit de familie van de Eunicidae.

## Soorten
- Aciculomarphysa comes Hartmann-Schröder in Hartmann-Schröder & Zibrowius, 1998